# Lluís Busquets Borrell
Lluís Busquets Borrell (Granollers 8 de novembre de 1888 - Reus 12 d'abril de 1980) va ser un periodista i escriptor català.
Pertanyia al cos de funcionaris i en la seva joventut va treure una plaça a Reus, on anà a viure. Es va vincular a l'ambient reusenc i col·laborava en la premsa local. Escrivia assíduament a Les Circumstàncies i va ser director del setmanari satíric Gente Bien (Reus 1921-1922) i també de La Primavera: periòdic literari-festiu (Reus 1928). Va ser un dels fundadors de l'Associació de la Premsa de Reus. Va publicar Cuentos de amor y de dolor (Reus: Imprenta de Celestino Ferrando, 1921) i La mujer: glosas. El secreto de un millonario: narración, dues obres publicades en un sol volum (Reus: Imprenta de Celestino Ferrando, 1922).